# Kostel svatého Petra a Pavla (Lichnov)
Kostel svatého Petra a Pavla je římskokatolický kostel nacházející se v centru obce Lichnov v okrese Nový Jičín. Jedná se o zděný podélný jednolodní pozdně barokní kostel s půlkruhově uzavřeným presbytářem a věží vyrůstající ze štítového průčelí. Kostel je památkově chráněn.

## Historie
Původní dřevěný kostel se třemi nevysvěcenými oltáři a třemi zvony byl postaven v roce 1659 tehdejším biskupem olomouckým, jehož znak spolu se znakem kapituly olomoucké byl umístěn v průčelí. Kostel postupně působením počasí a spodních vod nedalekého rybníka chátral a hrozil zřícením, proto se v roce 1783 začalo jednat o jeho opravě. Po náročných jednáních bylo nakonec od původního záměru upuštěno a v roce 1786 začaly přípravy ke stavbě kostela nového. Stavba byla svěřena Janu Grünbergovi. Stavbu provedl mistr Václav Görich z Příbora a hukvaldský tesař mistr Pavel Bartl. Stavba byla dokončena roku 1794. Z původního kostela zde byly přeneseny oltáře, bohoslužebná roucha a zvony. Slavnostní vysvěcení se konalo 24. srpna 1794.

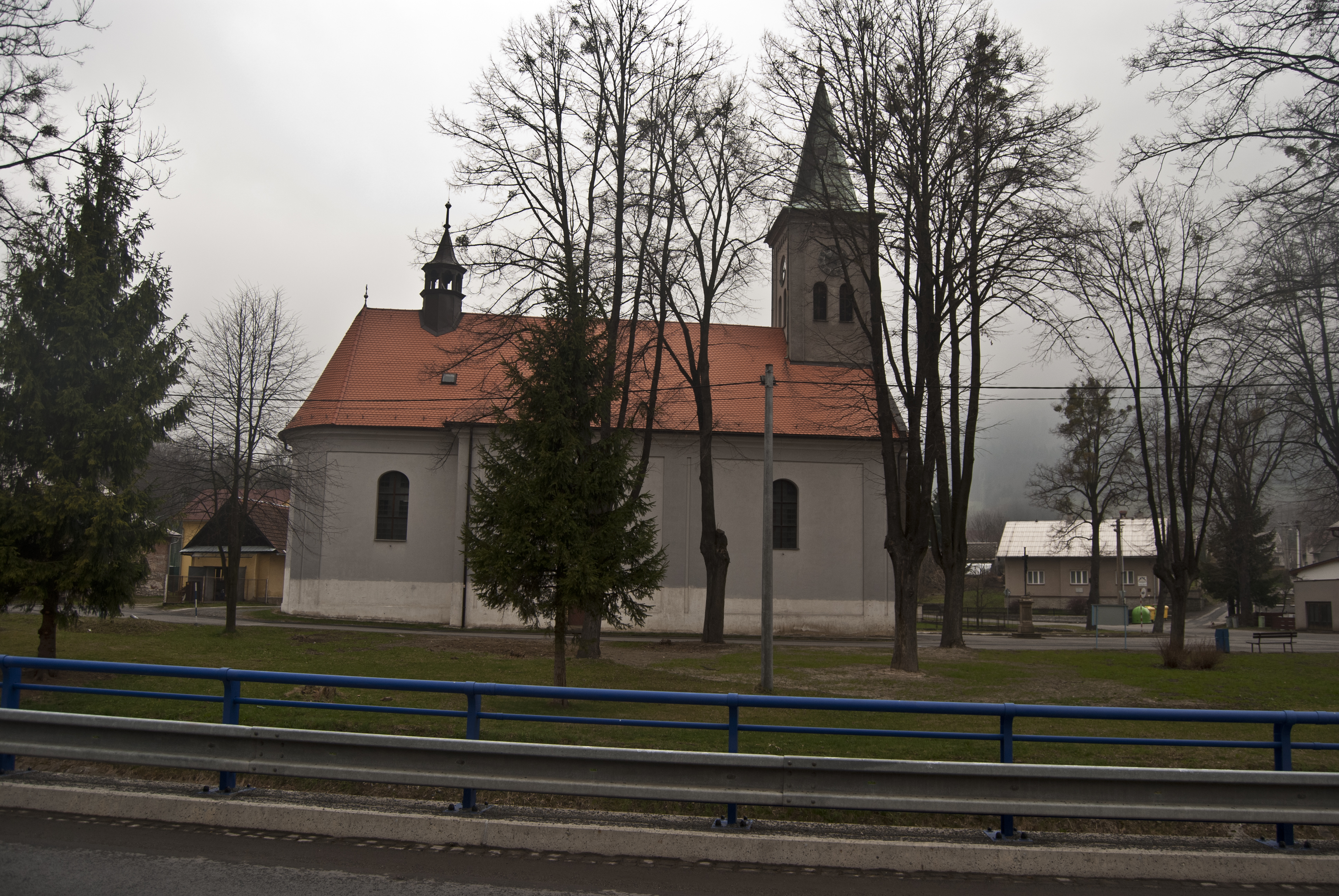
Kostel v roce 2012, před poslední rekonstrukcí

V roce 1881 byla provedena rozsáhlá rekonstrukce kostela, financovaná z dobrovolné sbírky farníků a také z příspěvků lichnovského fojta Kubarta a jeho manželky. Především bylo částečně zbouráno a znovuobnoveno věžní zdivo, které bylo zvýšeno o 2,8 m. Zároveň byla také zbourána stará věžní střecha a zhotovena nová. Byly pořízeny lavice, zpovědnice a kazatelna. V dolní části kazatelny jsou vyobrazeni čtyři evangelisté: Matouš, Marek, Lukáš a Jan, pak plastika Dobrého Pastýře a nahoře je pak socha Mojžíše s deskami desatera, plastika křtu Páně, boční oltáře a křtitelnice, na jejímž víku se nachází had jakožto symbol zla, nad kterým vítězíme skrze milost křtu. Na bočním oltáři vlevo je socha Neposkvrněného srdce Panny Marie, nahoře je medailon s vyobrazením sv. Václava a nad ním socha sv. Antonína z Padovy. Dále jsou zde vyobrazeni andělé, vlevo dole socha svatého Jana Nepomuckého a napravo socha apoštola Jakuba staršího. Pod medailonem vlevo se nachází socha sv. Isidora a napravo socha sv. Rocha. Na pravé straně je oltář Nejsvětějšího srdce Ježíšova se sochami světců – nalevo apoštola Jakuba mladšího a napravo apoštola Filipa, nahoře se nachází holubice jakožto symbol Ducha svatého.
K dalším velkým úpravám došlo na začátku 30. let 20. století. Tehdy byl kostel vymalován malířem Janem Petrákem. Stropní malby jsou dílem Adolfa Hellera. V průběhu dalších let byl kostel několikrát opravován, naposledy v roce 1972. Tehdy byly zakoupeny čtyři nové zvony – Svatý Petr a Pavel (403 kg), Svatý Cyril a Metoděj (286 kg), Svatý Josef (193 kg) a Svatá Maria (106 kg), jelikož kostelní zvony od manželů Kubartových padly za oběť první světové válce, podobně zvony pořízené v roce 1929, které nepřečkaly druhou světovou válku.

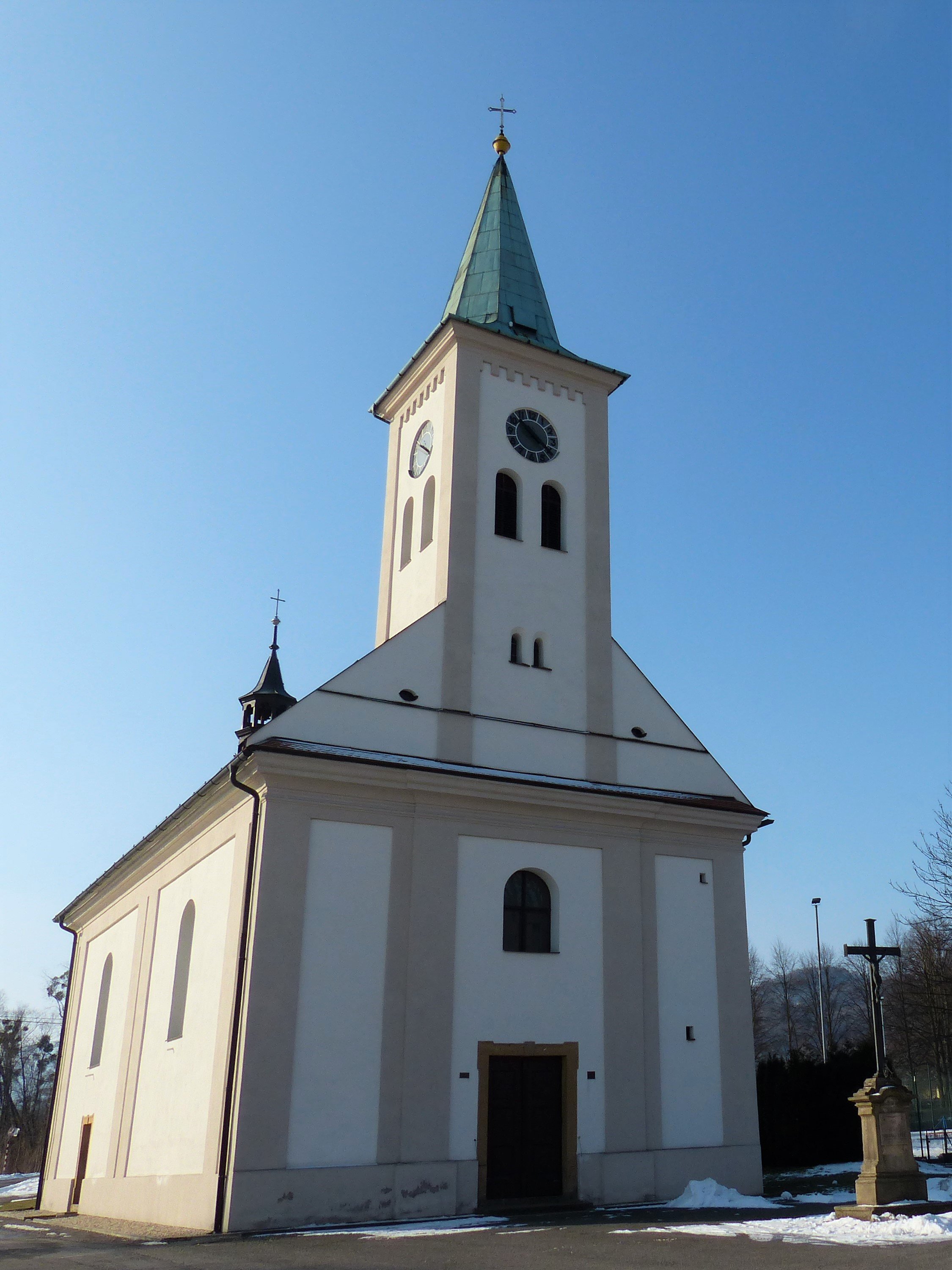
pohled zepředu

V roce 2012 byl kostel znovu vymalován, tentokrát byla natřena i jeho fasáda. Došlo i k přeštukování věže a rekonstrukci všech dveří. Opravy se dočkal i boční oltář Panny Marie. Dne 6. října 2012 byly slavnostně opravy zakončeny děkovnou mší svatou slouženou biskupem Františkem Lobkowiczem. V roce 2013 byly pořízeny čtyři nové mosazné lustry dle návrhu architekta Zdeňka Tupého. V roce 2014 proběhla úprava liturgického prostoru podle návrhu Milivoje Husáka. Slavnostní posvěcení nového obětního stolu a ambonu proběhlo za účasti biskupa Františka Lobkowicze dne 23. listopadu 2014. Obětní stůl má symbolizovat tajemství Nejsvětější Trojice.

## Oltář
Hlavní dřevěný oltář zhotovil v roce 1665 opavský stolař Vavřinec Lenk. Autorem obrazu a zlatnické výzdoby je Adam Delong z Těšína. Dále se na oltáři nachází sochy apoštolů sv. Tomáše a Šimona, sv. Kateřiny a sv. Barbory, ve střední části se pak nachází sochy andělů. V nástavci je kruhový obraz znázorňující svatou Trojici a nad ním je monogram Panny Marie. Na zadní straně je nápis „Letha 1665 K Cti Chvále Pánu Bohů a Svatým Petru a Pavlu, Apoštolům jest Tento Oltář Malován a Pozlacen. Za panování J./M./O./K./M./Karla Biskupa Olomouckého Hraběte z Lichtenssteina za Dvojictihodného Kněze Tomáše Pauly Rychtarského ten čas faráře Frankstatského a za fogtů: Jana Papeže, Burmistra Matěje Veselka a kostelniku Matěje Papeže, Jiřika Lukšova: Adam Delong Pictor Tessinensiss Ex.Ornavit.“ a pak ještě jeden nápis „Letha 1663 dne 6. září stal se do Moravy Velky vpad od nepřítele Turka a Tatara.“

## Varhany
Původní varhany, zhotovené roku 1836 a zakoupené od firmy Neuser v Novém Jičíně, sloužily věřícím více než 100 let. V roce 1958 se farnost rozhodla místo opravy starých varhan pořídit nové. Roku 1960 byly tedy nové varhany zakoupeny a 20. listopadu došlo k jejich posvěcení Karlem Veselým. Varhany jsou dvoumanuálové a mají 1364 píšťal, z toho je 107 dřevěných a zbylé jsou kovové. Nejdelší píšťala je 3 m dlouhá a má průměr 18 cm, nejmenší píšťala je dlouhá 4 mm s průměrem 3 mm. Celkově varhany váží asi 4000 kg. Staré varhany byly přemístěny do kaple v Bordovicích.